# 宗室文榘
宗室文榘 (1867年—？)，字矱臣，号小筠，鑲藍旗人，清朝政治人物、進士出身。
光緒十五年己丑科举人，十六年（1890年），参加光緒庚寅科殿試，登進士二甲97名。同年五月，著主事，分部学习。